# Caracladus pauperulus
Caracladus pauperulus är en spindelart som beskrevs av Friedrich Wilhelm Bösenberg och Embrik Strand 1906. Caracladus pauperulus ingår i släktet Caracladus och familjen täckvävarspindlar. Inga underarter finns listade.